# Маяк Гуя
Маяк Гуя, также Маяк Гуйя (порт. Farol da Guia, кит. 東望洋燈塔) — маяк, расположенный на одноимённом холме в Макао. Является первым маяком европейского стиля в Восточной Азии.

## История
1622 — построена крепость.
1635 — крепость была разрушена.
1637/1638 — реконструкция крепости.
1865 — строительство маяка, ввод в эксплуатацию.
1874 — повреждён тайфуном.
1910 — маяк был отремонтирован и электрифицирован.
2005 — классифицирован как объект Всемирного наследия ЮНЕСКО.
2007 — жалоба правительству Китая со стороны ЮНЕСКО.